# Smrtonosná past
Smrtonosná past (anglicky Die Hard) je americký akční film z roku 1988 režírovaný Johnem McTiernanem. Snímek mezinárodně proslavil herce Bruce Willise, který se objevil v titulní roli coby newyorský policista John McClane, a Alana Rickmana, jenž ztvárnil německého teroristu Hanse Grubera, hlavního anitagonistu filmu. V obsazení je dále doplnili Bonnie Bedelia, Reginald VelJohnson, Paul Gleason, Alexander Godunov či Wiliam Atherton.  
Smrtonosná past se stala se jedním z milníků akčního žánru, získal si miliony fanoušků po celém světě a položila základ stejnojmenné úspěšné akční série o pěti filmech. Díky zasazení do období Vánoc je také mnohými vnímána jako vánoční klasika, ačkoliv tento titul bývá často zpochybňován a jsou o něm vedeny diskuze.
Film byl nominován na 4 Oscary v kategoriích vizuální efekty, střih, zvuk a střih zvukových efektů. Jeho rozpočet činil 28 milionů dolarů, tržby dosáhly celosvětově více než 138 milionů dolarů. Film obsahuje nemálo vulgarismů (zazní v něm 82 sprostých slov). Byl ohodnocen body na IMDb: sex a nahota (7/10) s násilí (8/10).

## Děj

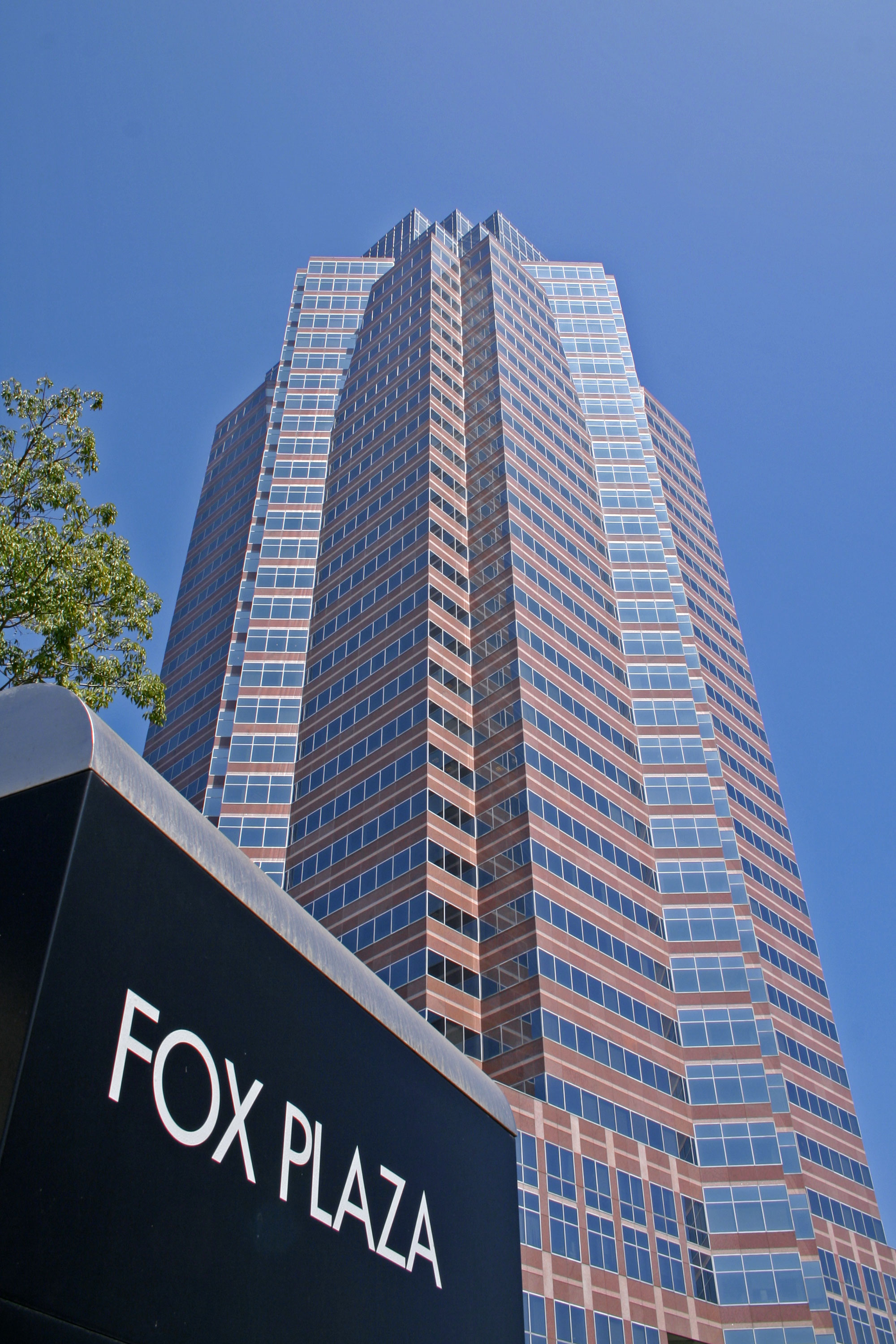
FOX Plaza, ve filmu Nakatomi Plaza.

Newyorský policista John McClane (Bruce Willis) přijíždí do Los Angeles na Vánoce za svou manželkou Holly, která se zrovna účastní vánočního večírku v rozestavěném mrakodrapu firmy Nakatomi. Vybírá si však špatný čas, neboť budovu obsadí němečtí teroristé v čele s Hansem Gruberem (Alan Rickman) a zajme všechny účastníky vánoční párty včetně jeho ženy. McClane se jakožto policista rozhodne jednat a tím začíná jeho osobní a osamocený boj proti teroristům, jejichž skutečným cílem je sejf, v němž se nachází 600 milionů dolarů.

## Obsazení
| Bruce Willis         | Detektiv John McClane         |
| Alan Rickman         | Hans Gruber                   |
| Alexander Godunov    | Karl Vreski                   |
| Bonnie Bedelia       | Holly Gennero McClane         |
| Reginald VelJohnson  | Sgt. Al Powell                |
| Clarence Gilyard Jr. | Theo                          |
| Paul Gleason         | Chief Dwayne T. Robinson      |
| William Atherton     | Richard Thornburg             |
| Hart Bochner         | Harry Ellis                   |
| Robert Davi          | Speciální agent Johnson       |
| Grand L. Bush        | Agent Johnson                 |
| De'voreaux White     | Argyle                        |
| James Shigeta        | Joseph Yoshinobu "Joe" Takagi |
| Rick Ducommun        | Walt the engineer             |
| Dennis Hayden        | Eddie                         |
| Al Leong             | Uli                           |
| Andreas Wisniewski   | Tony Vreski                   |
| Taylor Fry           | Lucy McClane                  |
| Noah Land            | John McClane Jr.              |
| Bruno Doyon          | Franco                        |
| Hans Buhringer       | Fritz                         |
| Gary Roberts         | Heinrich                      |
| Lorenzo Caccialanza  | Marco                         |
| Joey Plewa           | Alexander                     |
| Wilhelm von Homburg  | James                         |
| Gerard Bonn          | Kristoff                      |

## Výroba
Smrtonosná past byla natočena podle románu Nothing Lasts Forever (1979) amerického spisovatele Rodericka Thorpa. Měla být prezentována jako Rambo v mrakodrapu a navázat na úspěch filmů o veteránovi z války ve Vietnamu. John McTiernan byl povolán jako režisér díky svému nedávnému úspěchu s Predátorem (1987). 
Hlavní role byla nabídnuta mnoha hereckým hvězdám, včetně Sylvestera Stallona, Harrisona Forda, Arnolda Schwarzeneggera, Mela Gibsona, ale i některým starším hercům (Paul Newman, Al Pacino, Clint Eastwood). Nakonec ji ovšem získal Bruce Willis, tehdy v povědomí diváků jen ze seriálu Měsíční svit.
Natáčení probíhalo téměř výhradně v okolí a ve vnitřních prostorech losangeleského mrakodrapu Fox Plaza.

## Přijetí a odkaz
Přestože diváci přijali Smrtonosnou past velmi kladně, hodnocení kritiků se původně rozcházela. Všeobecně chválena byla McTiernanova režie a výkon Alana Rickmana. Zato Willisův výkon se stal předmětem mnoha diskuzí.
Dnes je snímek považován za jeden z nejlepších akčních filmů vůbec. John McClane vytvořil nový typ akčního hrdiny; zranitelného člověka s průměrnou figurou, s nímž se diváci snáze ztotožní. Podobně se mluví o Hansi Gruberovi, coby inteligentnímu a vzdělanému padouchovi, v kontrastu s excentrickými šílenci populárními v akčních filmech do té doby.
Film vynesl jak Bruce Willise, tak Alana Rickmana mezi hollywoodskou elitu a výrazně se zasloužil o příliv akčních filmů v 90. letech, z nichž mnohé i výrazně ovlivnil (Přepadení v Pacifiku, Cliffhanger, Nebezpečná rychlost). 
Roku 2017 byl zařazen do amerického Národního filmového archivu a označen jako kulturně, historicky či vizuálně významný.